# Kazimierz Dolny
Kazimierz Dolny (jid. ‏קוזמער‎ Kuzmer lub ‏קוזמיר‎ Kuzmir; do 1927 Kazimierz, Kazimierz nad Wisłą) – miasto w Polsce w województwie lubelskim, w powiecie puławskim, nad Wisłą, w Małopolskim Przełomie Wisły, w zachodniej części Płaskowyżu Nałęczowskiego.
Pod względem historycznym Kazimierz Dolny położony jest w Małopolsce, początkowo należał do ziemi sandomierskiej, a następnie do ziemi lubelskiej. Jest siedzibą władz miejsko-wiejskiej gminy Kazimierz Dolny. Część trójkąta turystycznego: Puławy – Kazimierz Dolny – Nałęczów. Był miastem królewskim Korony Królestwa Polskiego w starostwie kazimierskim województwa lubelskiego w 1786 roku. Kazimierz Dolny uzyskał prawo składu w 1335 roku. W latach 1975–1998 miasto administracyjnie należało do województwa lubelskiego.
Według danych GUS z 31 grudnia 2019 r. Kazimierz Dolny liczył 2530 mieszkańców. Miasto jest członkiem stowarzyszenia Unia Miasteczek Polskich. W Kazimierzu znajduje się port jachtowy z polem namiotowym.
Miasto jest siedzibą rzymskokatolickiej parafii św. Jana Chrzciciela i św. Bartłomieja Apostoła.

## Historia
Początki osady sięgają XI wieku. Na jednym ze wzgórz istniała osada zwana Wietrzną Górą, należąca do zakonu benedyktynów. W 1181 roku Kazimierz Sprawiedliwy przekazał osadę norbertankom z podkrakowskiego Zwierzyńca. Norbertanki zmieniły nazwę osady na Kazimierz (imię darczyńcy). Nazwa została odnotowana w kronikach po raz pierwszy w 1249 roku, a przymiotnik „Dolny” został dodany w latach późniejszych, w celu odróżnienia osady od leżącego w górnym biegu rzeki Kazimierza, założonego pod Krakowem. Po około 150 latach osada i okoliczne wsie stały się dobrami korony. Władysław Łokietek w 1325 r. ufundował kościół parafialny.

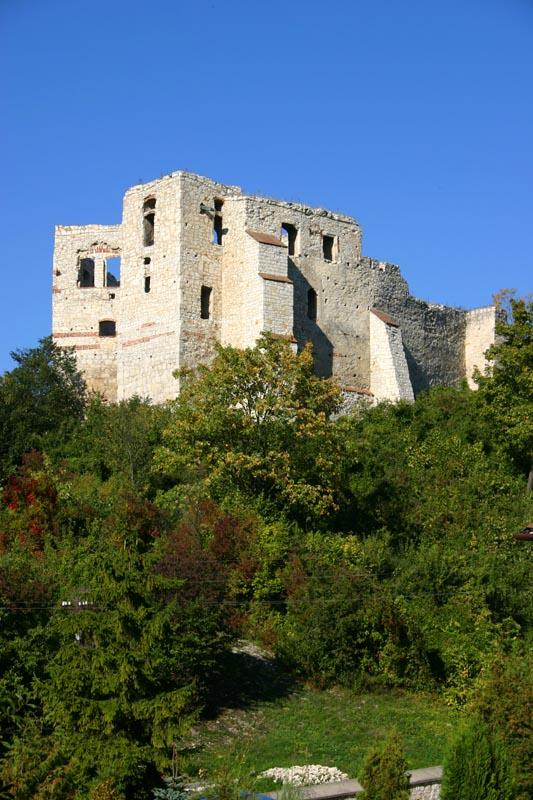
Ruiny zamku w Kazimierzu

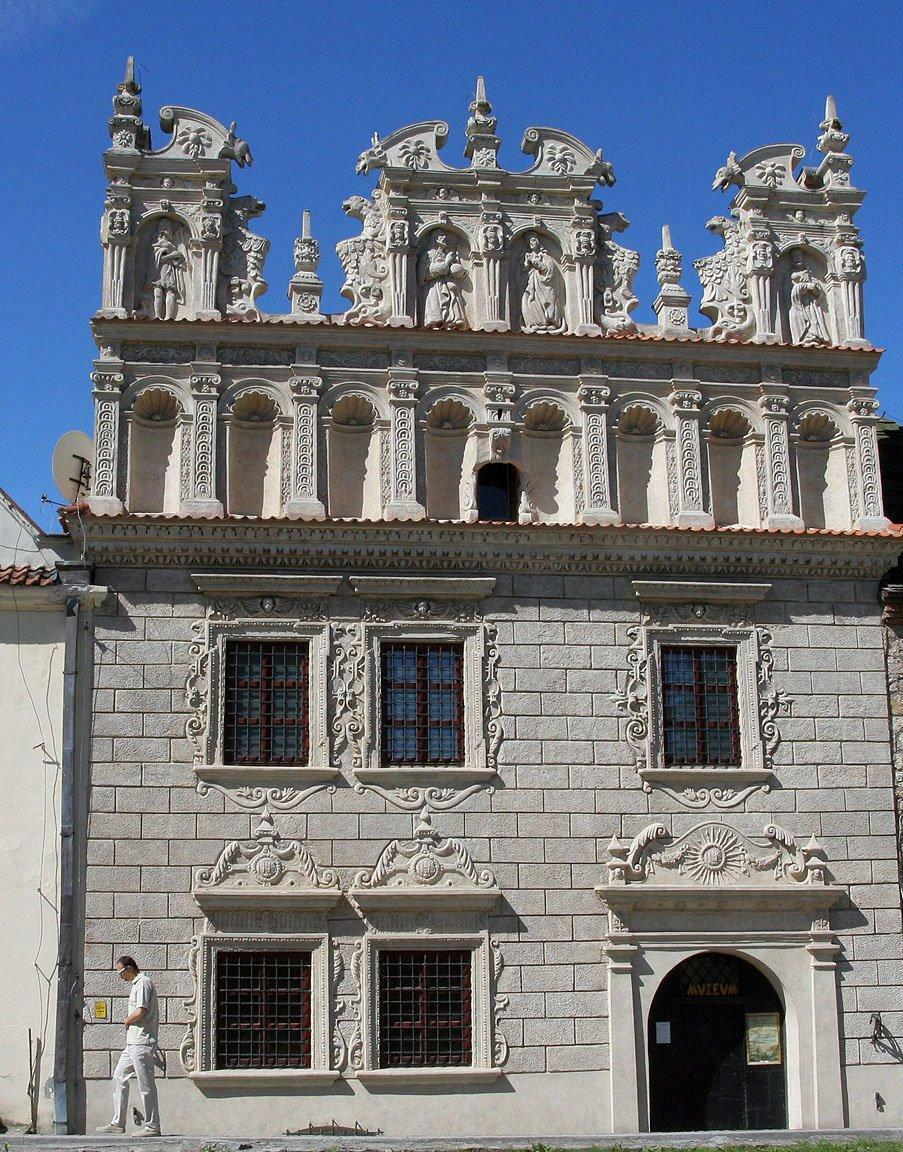
Kamienica Celejowska

Założenie miasta oraz budowę zamku obronnego legenda przypisuje Kazimierzowi Wielkiemu. Prawa miejskie zostały przyznane w pierwszej połowie XIV w. W 1406 r. Władysław Jagiełło dokonał lokacji miasta na prawach magdeburskich. Wytyczono rynek, ulice, wyznaczono działki pod budowę. Jedynie północną część rynku pozostawiono bez zabudowy. Dzięki temu rynek otwarty jest na farę i zamek. W 1501 r. Kazimierz Dolny został siedzibą starostwa. Zygmunt I Stary, zadłużony u Mikołaja Firleja, nadał w 1519 r. jemu i jego synowi Piotrowi dożywotni urząd starosty kazimierzowskiego. Kazimierz pozostawał we władaniu rodu Firlejów do 1644 r. W tym czasie przebudowany został zamek. Po pożarach w latach 1561 i 1585 spichlerze i domy mieszkalne zostały odbudowane przy wykorzystaniu skał wapiennych z okolicznych wzgórz. Firlejowie dbali także o uprzywilejowanie miasta w handlu zbożem spławianym Wisłą do Gdańska, który już wcześniej (od XVI do XVII w.) przyczyniał się do rozwoju miasta. Na handlu zbożem wyrosły kupieckie rody Przybyłów, Czarnotów, Celejów (przybyłych z Włoch). W 1628 r. na Wietrznej Górze osiedlili się franciszkanie, pobudowali klasztor i rozbudowali istniejący (od 1585) kościół.
Złoty wiek Kazimierza skończył się w lutym 1656 r. wraz ze spaleniem miasta i zamku przez wojska króla szwedzkiego Karola Gustawa. Powtarzające się przemarsze wojsk i późniejsza zaraza przyczyniły się do upadku miasta. W 1677 r. Jan III Sobieski wydał dekret pozwalający osiedlać się kupcom ormiańskim, greckim i żydowskim. Ożywienie gospodarcze nie trwało jednak długo. Kolejne wojny polsko-szwedzkie ponownie spustoszyły miasto. Spadło także zapotrzebowanie w Europie na polskie zboże. Kupcy próbowali rozwijać handel drewnem i przemysł szkutniczy. Jednak nie były to zyski podobne do tych osiąganych na handlu zbożem. Późniejsze rozbiory odcięły Kazimierz od rynków zbytu.
18 marca 1831 roku rozegrała się bitwa pod Kazimierzem Dolnym – jedna z bitew powstania listopadowego.
W 1869 roku Kazimierz Dolny utracił prawa miejskie, w końcu XIX w. stał się miejscowością wypoczynkową. W okolicznych wąwozach zaczęły powstawać wille i pensjonaty dla letników, przede wszystkim z Lublina i Warszawy. Od końca XIX w. miejscowość stała się też popularnym celem wycieczek. W 1904 r. Aleksander Janowski, pionier polskiego krajoznawstwa w zaborze rosyjskim, umieścił ją na trasie jednej z „X ciekawszych wycieczek po kraju”, pisząc w skrócie, co należy tam zwiedzić. Obok licznych zabytków architektury polecał zobaczyć również łomy kamienia (...) i ...wąwozy za miastem.
31 października 1927 roku miejscowość odzyskała prawa miejskie.
W 1940 Niemcy utworzyli w mieście getto dla ludności żydowskiej. Znalazło się w nim ok. 2 tys. osób. W marcu 1942 getto zostało zlikwidowane, a jego mieszkańcy wywiezieni do getta w Opolu Lubelskim.
Miasto zostało wyzwolone w lipcu 1944 roku przez oddziały 69 armii i 7 samodzielnego korpusu kawalerii gwardii 1. Frontu Białoruskiego Armii Czerwonej.
Kazimierz został odbudowany po zniszczeniach II wojny światowej w znacznej mierze dzięki staraniom Karola Sicińskiego, któremu to zadanie powierzył ówczesny minister kultury. Dzisiaj Kazimierz Dolny stanowi zespół urbanistyczno-krajobrazowy, w którym został zachowany historyczny układ ośrodka handlu położonego na szlaku wiślanym.
27 kwietnia 1979 roku (na podstawie projektu Zakładu Ochrony Przyrody PAN w Krakowie) został utworzony Kazimierski Park Krajobrazowy.
8 września 1994 roku kazimierski zespół zabytkowy został uznany za pomnik historii zarządzeniem Prezydenta Rzeczypospolitej Polskiej Lecha Wałęsy.
W Kazimierzu w latach 90. XX wieku zawiązano drużynę piłkarską Orły Kazimierz z boiskiem w Bochotnicy.

## Festiwale w Kazimierzu Dolnym
Od 1966 roku odbywa się Festiwal Kapel i Śpiewaków Ludowych, któremu od 1967 roku towarzyszą Targi Sztuki Ludowej.
Kazimierski Festiwal Organowy - odbywa się w Farze - kazimierskim kościele parafialnym.
Od 1995 do 2004 odbywał się festiwal Lato Filmów w Kazimierzu.
W 2005 roku Lato Filmów zastąpiły Wysokie Temperatury Filmowe.
Od 2007 roku, po rocznej przerwie festiwal filmowy wrócił do Kazimierza, jako Festiwal Filmu i Sztuki „Dwa Brzegi”.
Od 2006 do 2012 odbywał się Festiwalu Muzyki i Tradycji Klezmerskiej. Jest kontynuowany od 2022 roku przez Festiwal Klezmerski.
Od 2013 roku odbywa się Pardes Festival - Spotkania z Kulturą Żydowską.
Od 2014 roku odbywa się festiwal muzyczny Kazimiernikejszyn.
Od 2016 roku, we wrześniu, odbywa się festiwal lotniczy „skrzydła nad Kazimierzem”.

## Zabytki

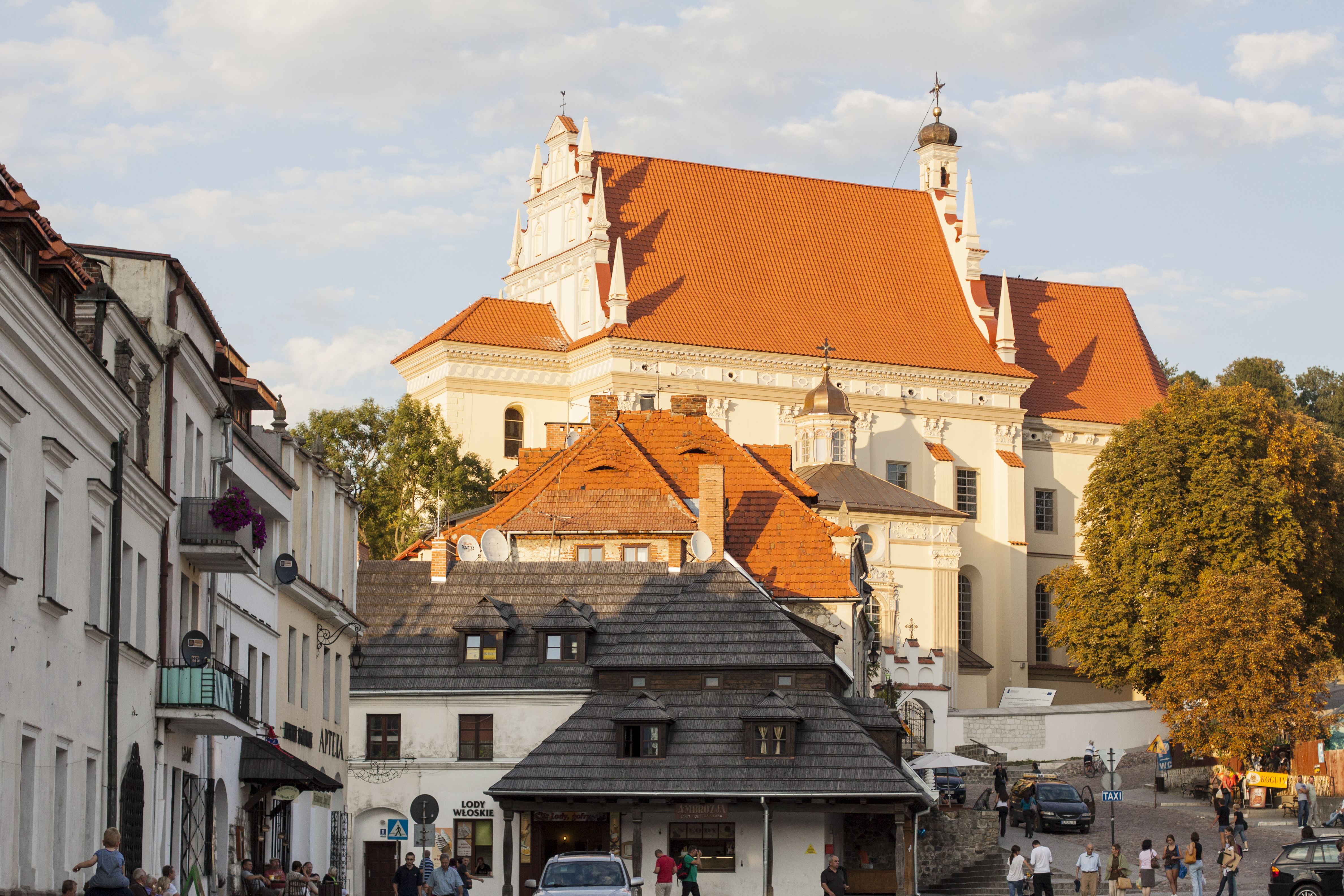
Kościół farny św. Jana Chrzciciela i św. Bartłomieja

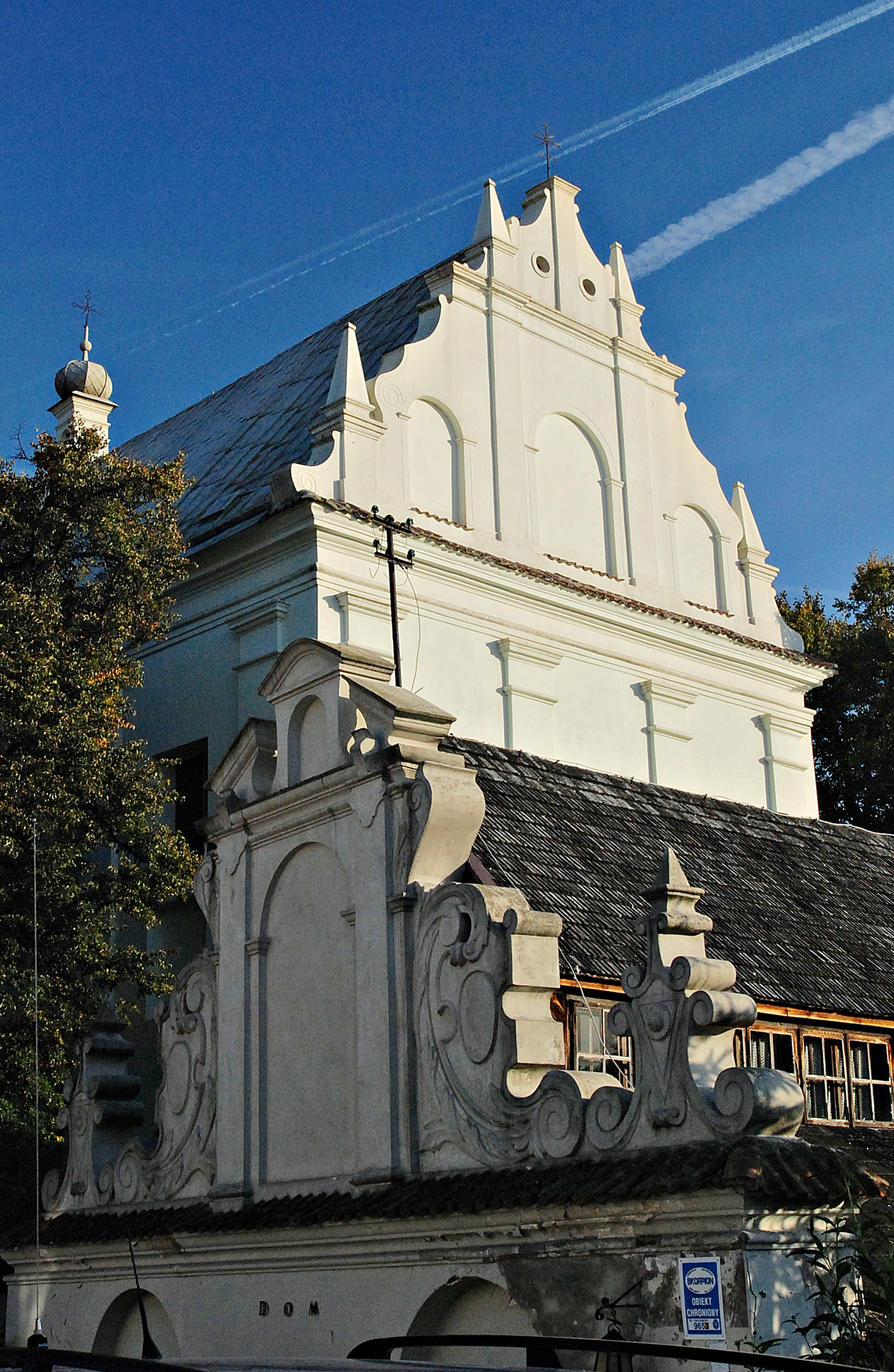
Kościół św. Anny

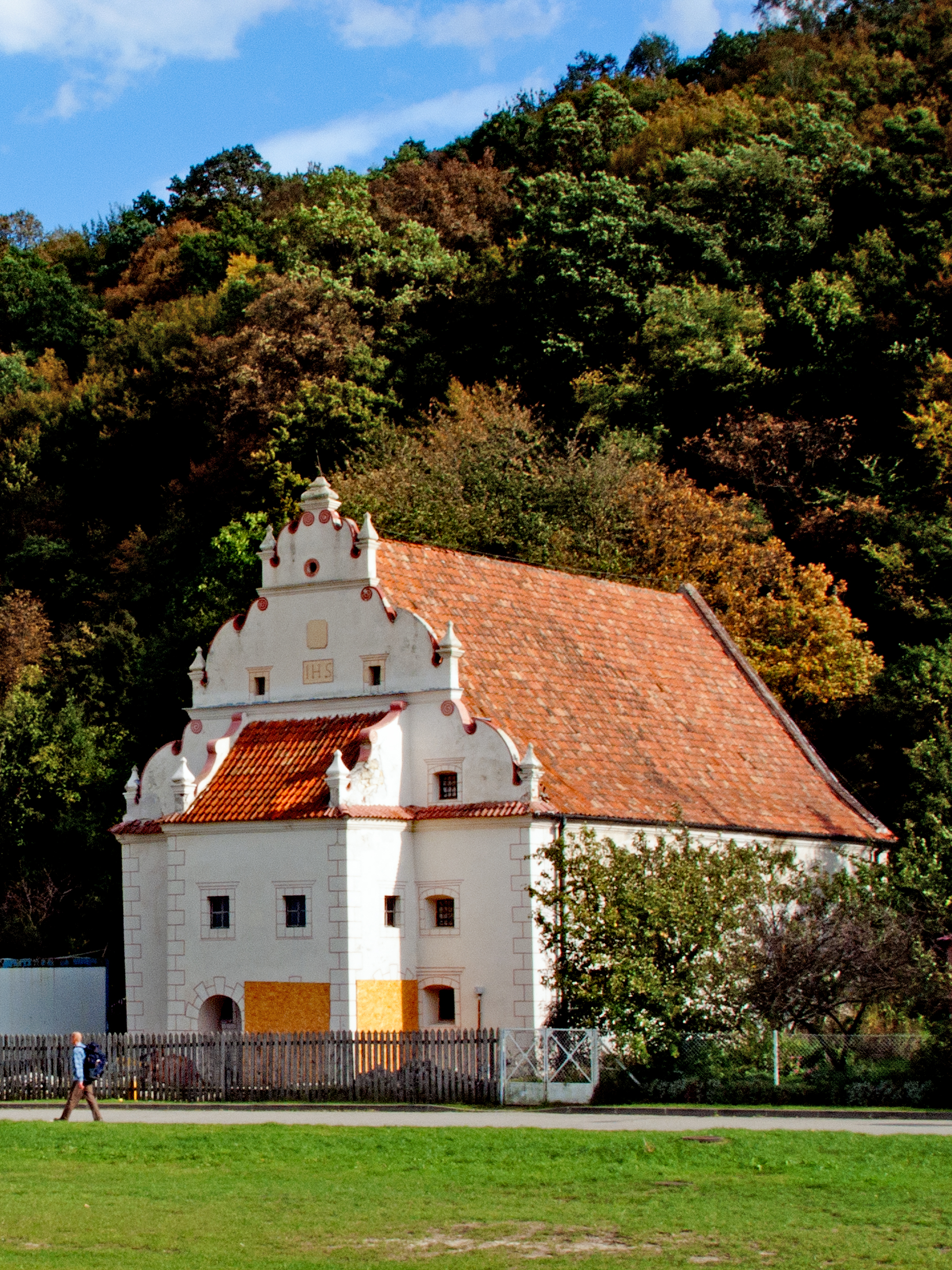
Spichlerz Feuersteina

Kazimierz Dolny, chociaż jest niewielkim miastem, to – dzięki swej bogatej historii – obfituje w liczne interesujące zabytki architektury zarówno sakralnej, jak i świeckiej:
- kościół farny św. Jana Chrzciciela i św. Bartłomieja – zbudowany w latach 1586–1589
  - organy w modrzewiowej oprawie z 1620 r. (jedne z najstarszych w Polsce)
  - renesansowe popiersie Mikołaja Przybyły
  - stalle z 1 poł. XVII wieku
  - chrzcielnica (warsztat Santi Gucciego)
  - ołtarz główny w stylu barokowym
  - ambona z 1615 r. z rokokowym zwieńczeniem
- kościół św. Anny z 1671 r. i szpital św. Ducha dla ubogich z manierystycznym szczytem z 1635 r.
- kościół Zwiastowania Najświętszej Marii Panny z 1589 r. i klasztor Reformatów z lat 1638–1668. Zespół otacza mur z 1 połowy XVIII w.
- zamek w Kazimierzu Dolnym – ruiny z wieku XIV – XVI w. (Góra Zamkowa)
- wieża obronna tzw. Baszta (stołp) z 2 poł. XIII lub XIV w.
- kamienice Przybyłów, w Rynku, o manierystycznym wystroju z ok. 1615 należące do braci Przybyłów:
  - Pod Świętym Mikołajem (restaurowana po wojnie przez Józefa Gosławskiego[19])
  - Pod Świętym Krzysztofem
- kamienica Gdańska (przy rynku) z 1795 r. w stylu barokowym
- kamienica Biała (przy ul. Senatorskiej)
- kamienica Celejowska (przy ul. Senatorskiej), przebudowana przed 1630 r. przez Bartłomieja Celeja, dziś mieści się w niej oddział Muzeum Nadwiślańskiego
- spichlerze[20][21]
  - Spichlerz „Pod Żurawiem” z 2 poł. XVII w., ul. Puławska 112 (hotel  Spichlerz nr 1), numer w rejestrze zabytków: A/836 z 27.02.1984. Wyremontowany w latach 1988–1993 z przeznaczeniem na hotel według projektu Tadeusza Augustynka[22].
  - Spichlerz „Król Kazimierz” (dawniej Przetwórnia Owoców) z 2 poł. XVII w., ul. Puławska 70 (hotel)
  - Spichlerz Pielaka z XVII w., ul. Puławska 66 (w ruinie)
  - Spichlerz „Pod Wianuszkami” z lat 80. XVII w. przy ul. Puławskiej 64 (schronisko młodzieżowe), nr w rejestrze zabytków: A/209 z 14.02.1967
  - Spichlerz Nowakowskiego z 2 poł. XVI lub XVII w. przy ul. Puławskiej 5
  - Spichlerz „Bliźniak” z pocz. XVII w. przy ul. Puławskiej 46. Dawniej nad kanałem portowym obok bliźniaczego budynku. Nr w rejestrze zabytków: A/210 z 14.02.1967
  - Spichlerz Feuersteina (Krzysztofa Przybyły) z XVI w. z późnorenesansowym szczytem, ul. Puławska 40
  - Spichlerz Ulanowskich (Mikołaja Przybyły) z 1591 r., ul. Puławska 34 (Muzeum Przyrodnicze)
  - Spichlerz przy ul. Tyszkiewicza 18 (pod tynkiem zachowała się dekoracja sgraffitowa)
  - Spichlerz Kobiałki z 1636 r., ul. Krakowska 61 (obecnie hotel PTTK)
  - Spichlerz przy ul. Krakowskiej 63 z 1 poł. XVII w. (w ruinie)
- synagoga w Kazimierzu Dolnym
- jatki drewniane z początku XIX wieku na Małym Rynku
- kapliczka z Chrystusem Frasobliwym z 1588 r. przy tzw. Bramie Lubelskiej
- Stara Łaźnia (obecnie hotel „Perła Kazimierza”) z 1921 r. proj. Jan Witkiewicz Koszczyc
- Ruiny willi Stanisława Szukalskiego z 1910 r. proj. inż. Jana Albrychta na Albrechtówce (Albrychtówce)
- drewniane domy z XVIII i XIX w.

Zabytki nieistniejące:
- spichlerz „Pod Bożą Męką” (zwany też Pod Figurą) z 1624 r. wzniesiono dla kupca Wawrzyńca Górskiego według projektu Adama Tarnawskiego z Kraśnika. Zburzony został pomiędzy latami 1940–1944. Znajdował się przy końcu ul. Krakowskiej przy willi Mysłowskich[23]
- spichlerz z dziedzińcem przy ul. Puławskiej. Obecnie w jego miejscu znajduje się wodomistrzówka[23]
- spichlerz Pod Jeleniem[24]
- spichlerz Pod Skorupiany[24]
- spichlerz „Bliźniak II”, ul. Puławska 46[23]
- dwa spichlerze z XVII w. pomiędzy spichlerzem Kobiałki i spichlerzem przy ul. Krakowskiej 63, rozebrane przez K.T. Ulanowskiego w latach 1959–1965[23]
- Dom Błaszczyńskiego przy ul. Podzamcze, spłonął w 1917 r.[24]
- Kamienica Kwasków (tzw. Faktoria angielska) przy ul. Krakowskie Przedmieście 22. Był to spichlerz z przylegającym mieszkaniem[24]
- Dom Dziwisza, ulica Krakowska 4[24]

Rynek w Kazimierzu
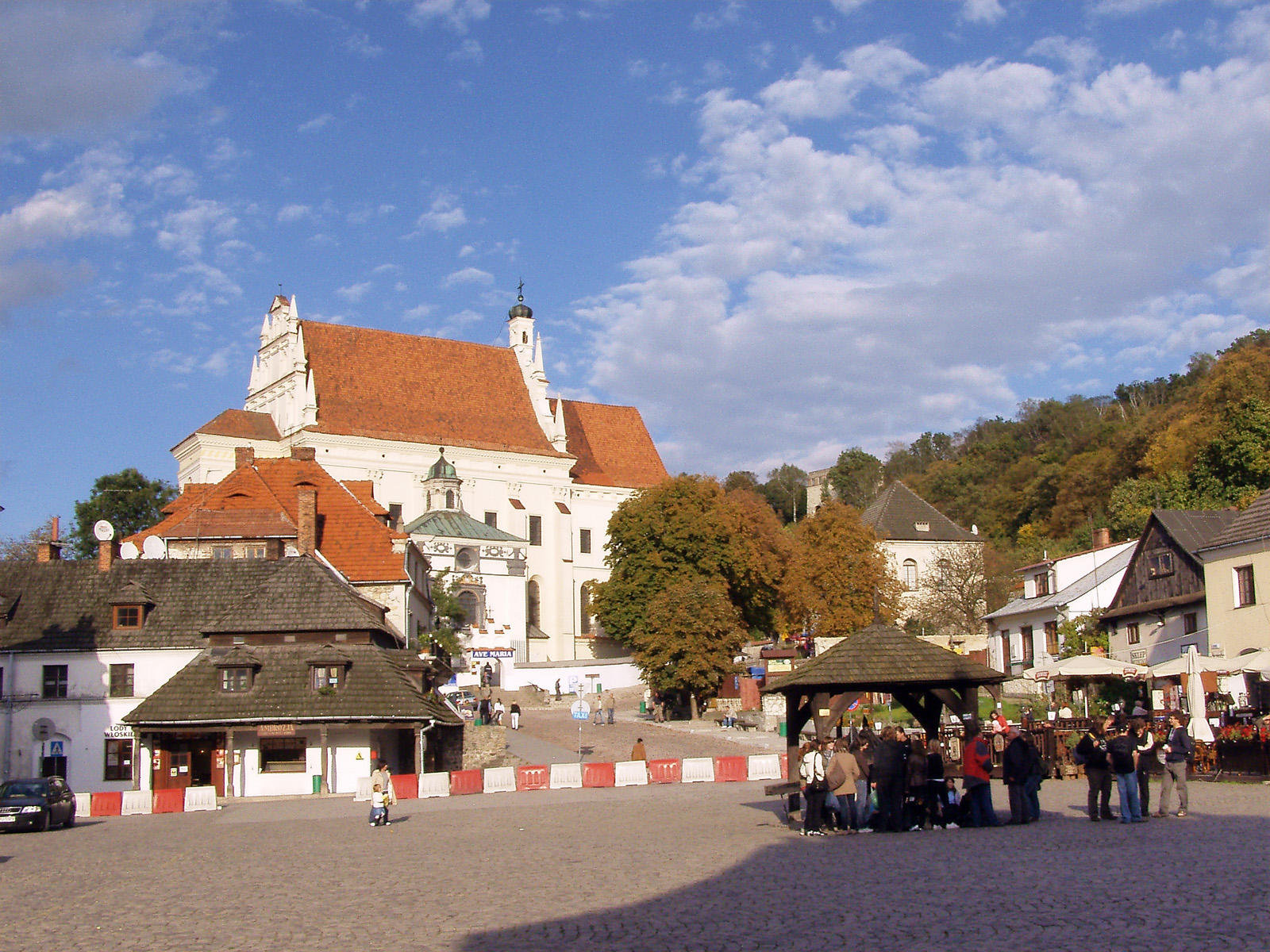
Rynek z kościołem farnym
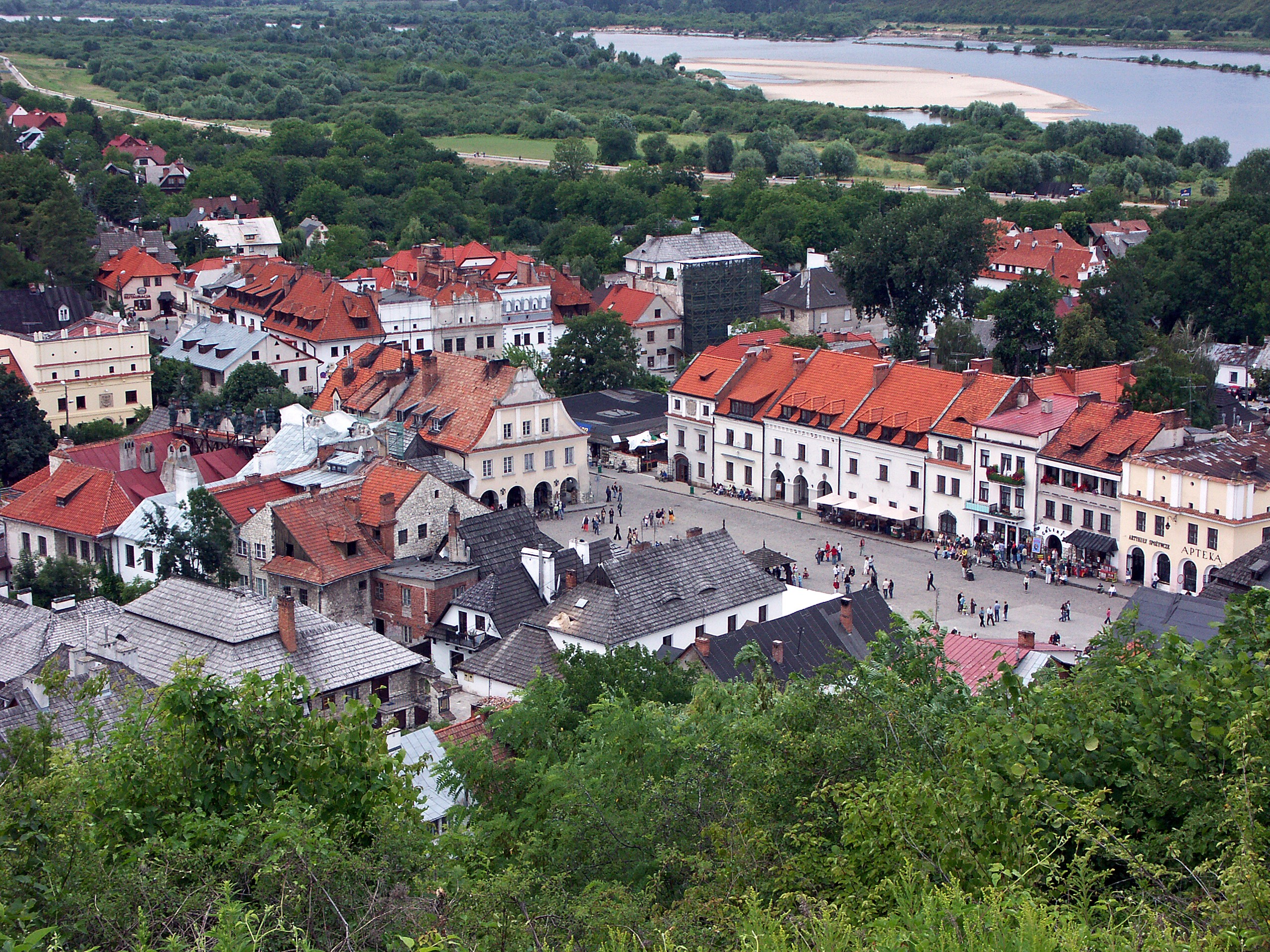
Rynek w Kazimierzu
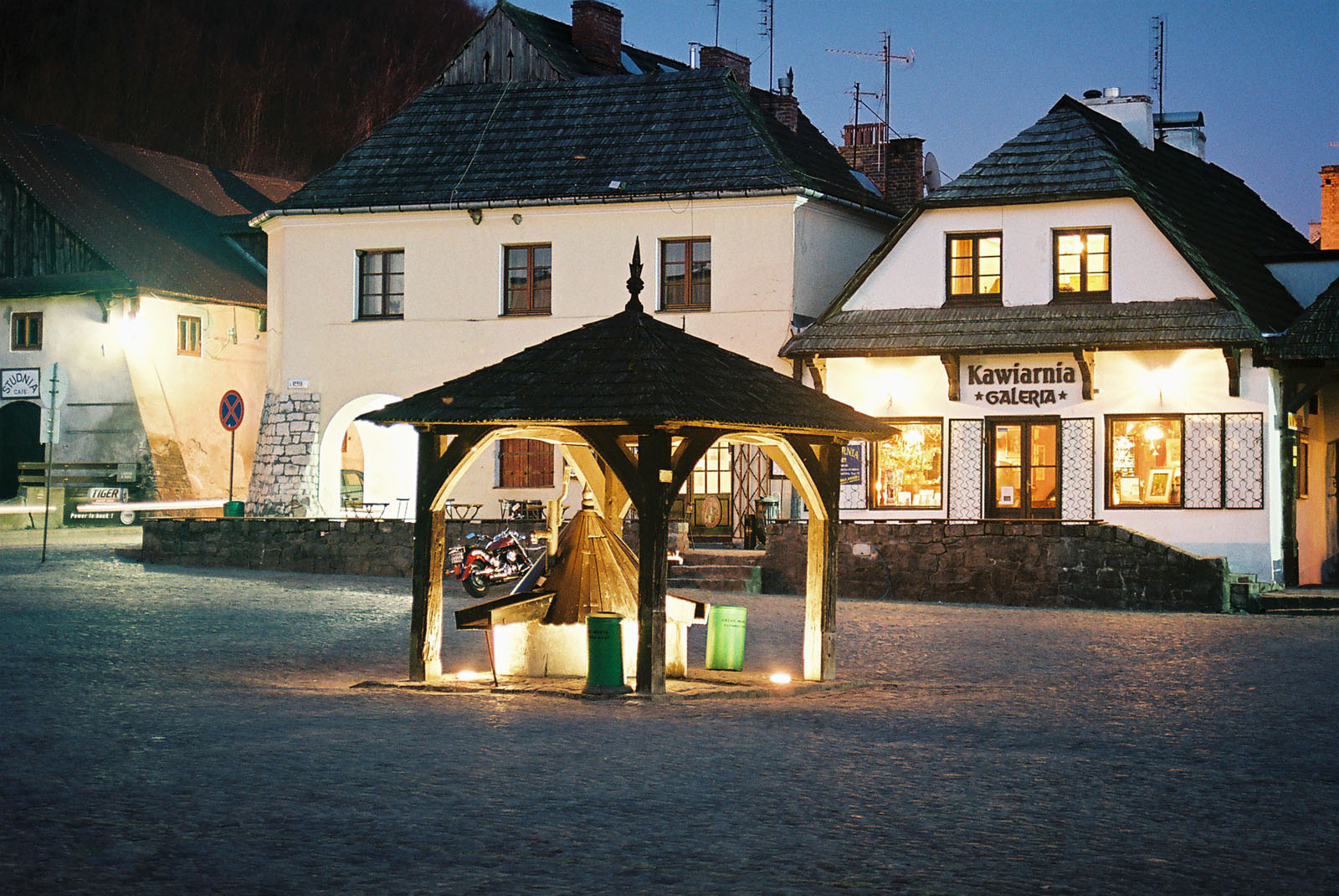
Studnia na rynku w Kazimierzu
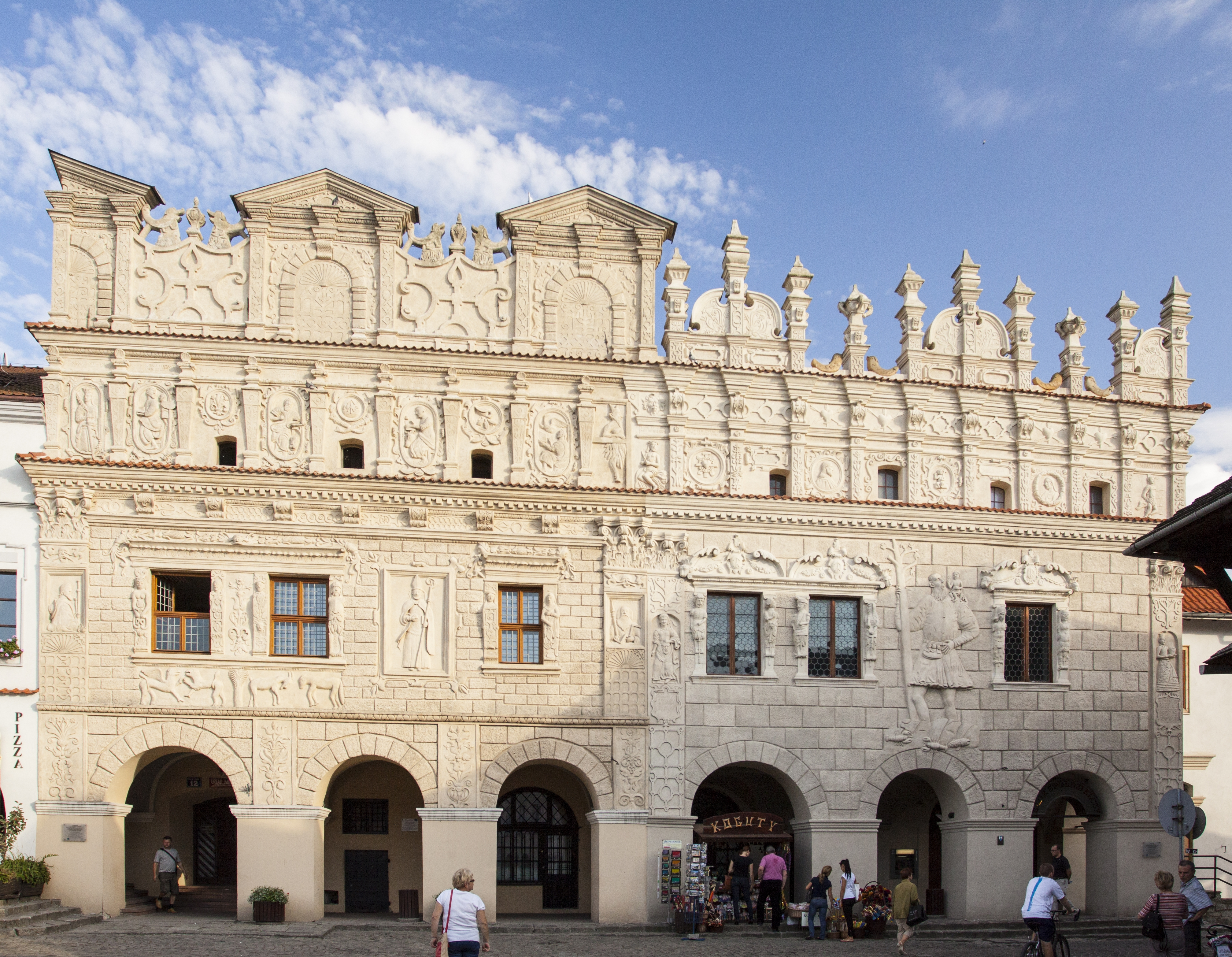
Kamienice Przybyłów w Rynku

## Części miasta
| SIMC    | Nazwa            | Rodzaj       |
| ------- | ---------------- | ------------ |
| 0955911 | Albrechtówka     | część miasta |
| 0955928 | Cholewianka      | część miasta |
| 0955934 | Dąbrówka         | część miasta |
| 0955940 | Doły             | część miasta |
| 0955957 | Doły Wylęgowskie | część miasta |
| 0955963 | Góry Drugie      | część miasta |
| 0955970 | Góry Pierwsze    | część miasta |
| 0955986 | Góry Trzecie     | część miasta |
| 0955992 | Helenówka        | część miasta |
| 0956000 | Jeziorszczyzna   | część miasta |
| 0956017 | Las Miejski      | część miasta |
| 0956023 | Mięćmierz        | część miasta |
| 0956030 | Nowy Las         | część miasta |
| 0956046 | Okale            | część miasta |
| 0956052 | Wylągi           | część miasta |

## Turystyka

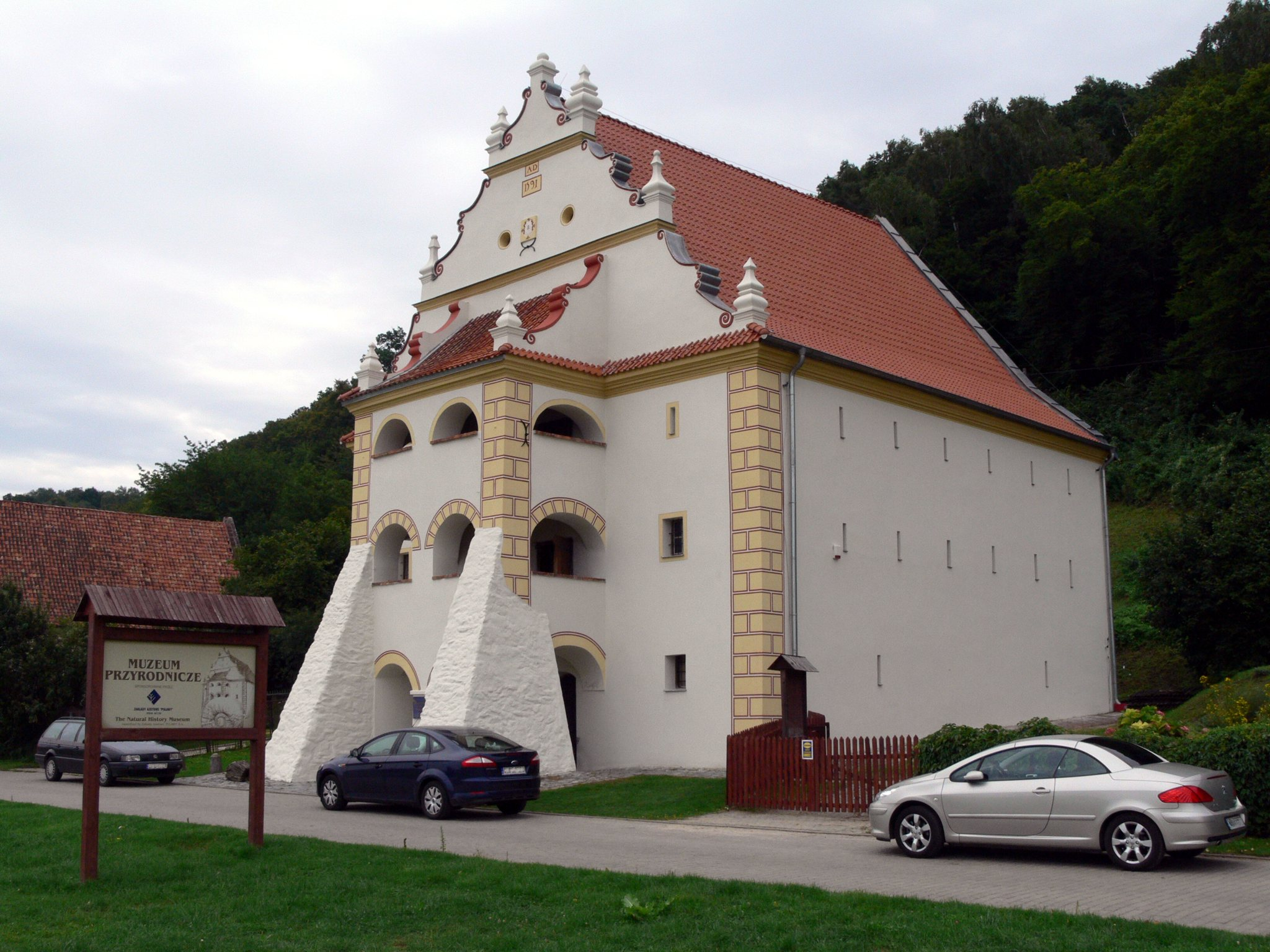
Spichlerz Ulanowskich (Mikołaja Przybyły), obecnie Muzeum Przyrodnicze w Kazimierzu

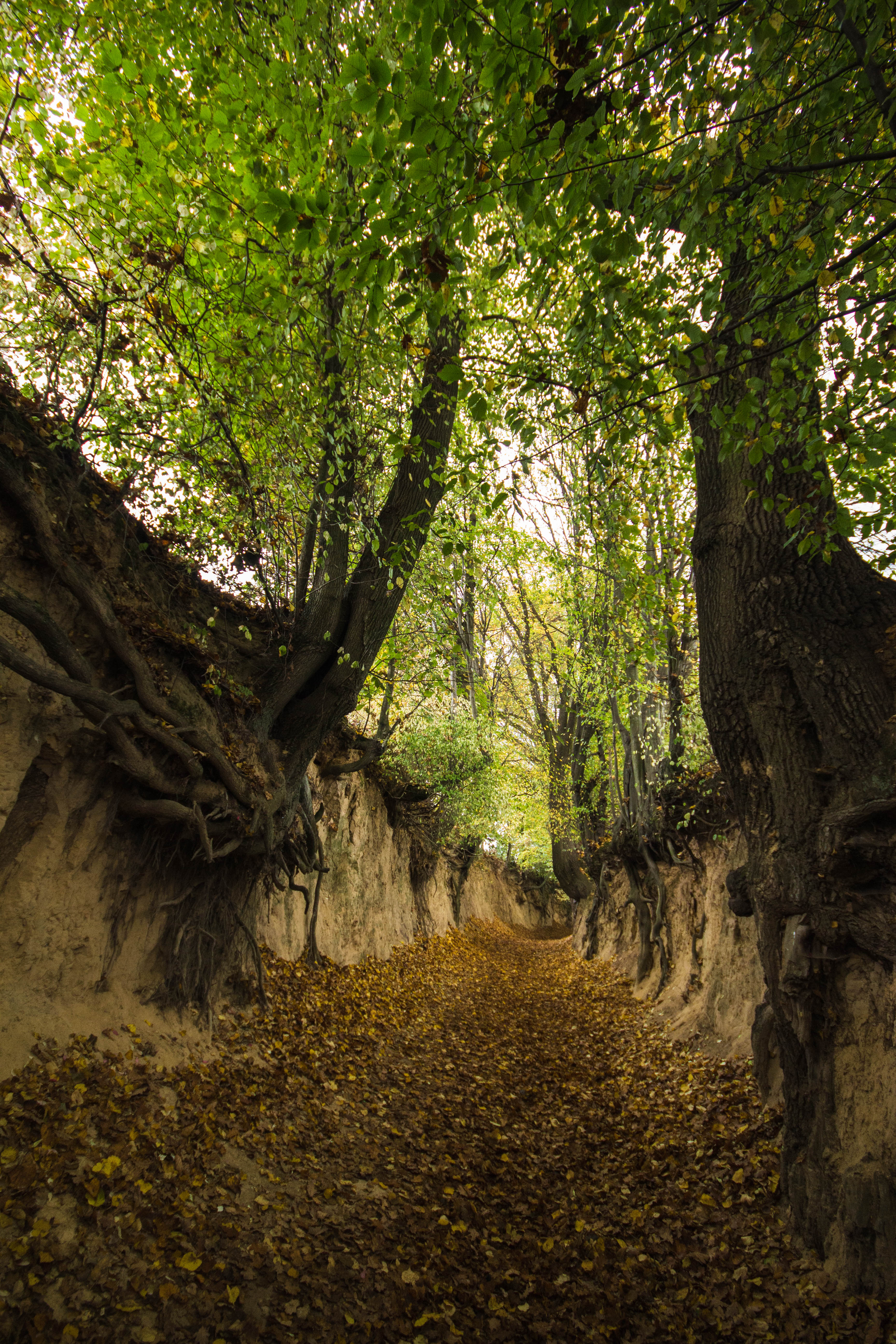
Jeden z licznych w okolicy wąwozów lessowych – Wąwóz Korzeniowy Dół w Kazimierskim Parku Krajobrazowym

- ścieżka dydaktyczna „Norowy Dół”[27]

1. Muzeum przyrodnicze (spichlerz Przybyłów, następnie Ulanowskich)
2. Spichlerze z XVI i XVII w.
3. Stożek napływowy u wylotu Norowego Wąwozu
4. „Norowy Dół” – efekt budowy drogi w lessie bez zabezpieczeń przed erozją wodną
5. Osuwisko na zboczu wąwozu
6. Odsłonięcie skał podłoża kredowego i trzeciorzędu
7. Kotły sufozyjne – wynik erozji wód podziemnych w lessie
8. Panorama Płaskowyżu Nałęczowskiego i Równiny Radomskiej
9. Panorama Małopolskiego Przełomu Wisły
10. Odsłonięcia lessu w ścianie wąwozu
11. Stanowisko powojnika pnącego (gatunek śródziemnomorski)
12. Ruiny baszty i zamku
13. Wieś Męćmierz

### Szlaki turystyczne
- Szlak Renesansu Lubelskiego

## Filmy realizowane w Kazimierzu Dolnym nad Wisłą
- 1936: Judel gra na skrzypcach – polsko-amerykański film fabularny, musical w języku jidysz.
- 1937: Dybuk – polski film fabularny, oparty na dramacie Szymona An-skiego pod tym samym tytułem.
- 1958: Małe dramaty – film psychologiczny, film dla dzieci, reżyseria Janusz Nasfeter, premiera 1960.
- 1965: Wyspa Złoczyńców – film przygodowy dla młodzieży, reżyseria Stanisław Jędryka.
- 1971: Podróż za jeden uśmiech – serial telewizyjny i film przygodowy dla młodzieży, reżyseria Stanisław Jędryka, premiera 1972.
- 1993: Dwa księżyce – film według powieści Marii Kuncewiczowej, reżyseria Andrzej Barański.
- 1999: Ostatnia misja, reżyseria Wojciech Wójcik.
- 2001: Na dobre i na złe (odcinek 75) – serial obyczajowy (Kazimierz Dolny był miejscem spotkania Jakuba Burskiego i Edyty Kuszyńskiej).
- 2008, 2017: M jak miłość (odcinki: 585-586, 1317-1320) – serial obyczajowy (Kazimierz Dolny był miejscem spotkania Kuby i Olgi Ziober oraz Magdy Marszałek-Chodakowskiej-Budzyńskiej i Andrzeja Budzyńskiego)
- 2007: Braciszek – film fabularny, reżyseria i scenariusz Andrzej Barański
- 2017: Volta – film fabularny
- od 2017: W rytmie serca – serial obyczajowy, premiera od 10 września 2017 roku w Polsacie.

## Miasta partnerskie
- Szklarska Poręba[28]
- Hortobágy[29][30]
- Staufen[31][32]
- Worpswede[33]
- Steglitz (dzielnica Berlina)[34]

## Demografia
W 2008 miasto liczyło 3485 mieszkańców.

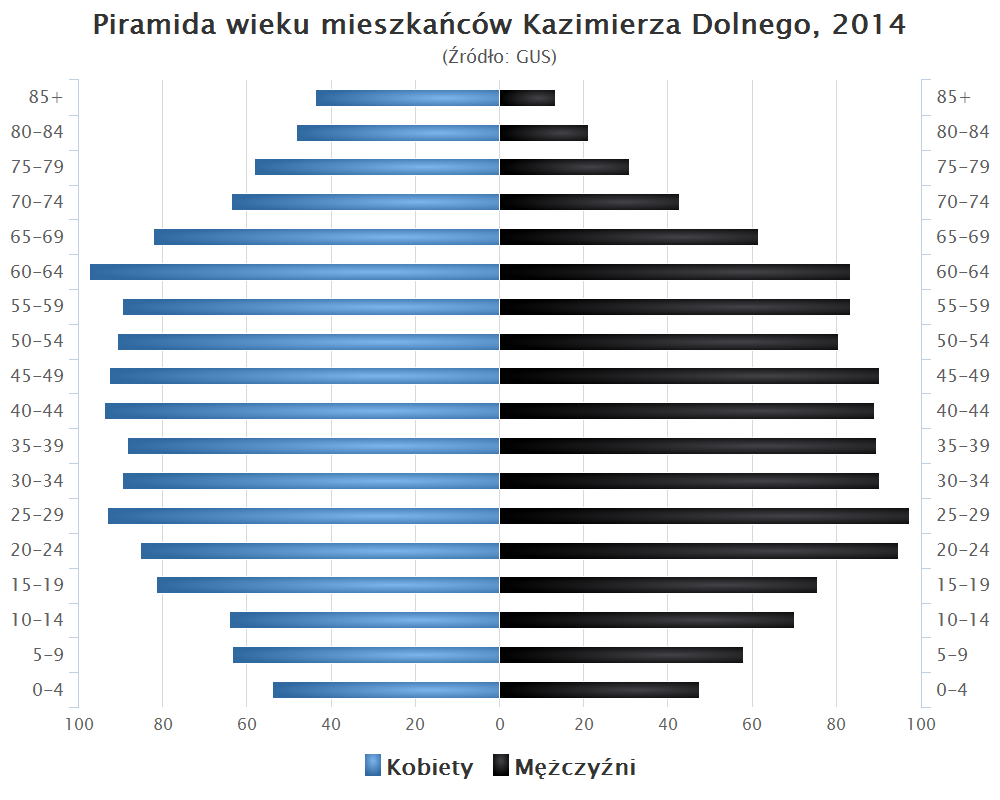
Piramida wieku mieszkańców Kazimierza Dolnego w 2014 roku

## Transport

### Transport drogowy

#### Drogi w Kazimierzu Dolnym

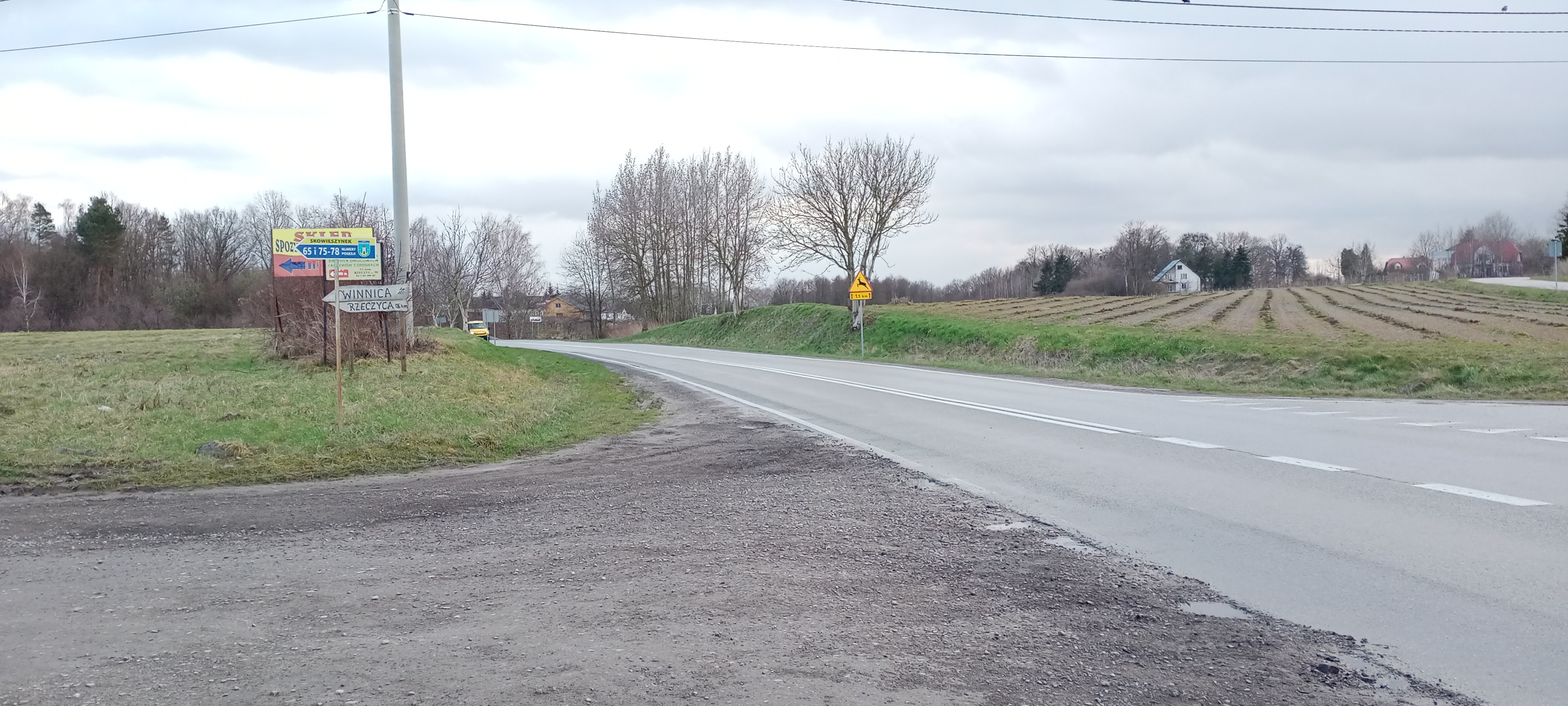
Obwodnica miasta na Skowieszynku.

Kazimierz Dolny posiada obwodnicę w ciągu drogi wojewódzkiej nr 824.
Na terenie miasta obowiązuje ograniczenie tonażowe do 3,5 tony.

#### Komunikacja autobusowa
W Kazimierzu Dolnym znajduje się dworzec autobusowy.
Na pętli autobusowej Kazimierz Dolny-Czerniawy kurs kończy linia 12 MZK Puławy.

### Transport szynowy
Miasto nie posiada i nie posiadało dostępu do kolei normalnotorowej.
W 2014 roku Przewozy Regionalne zorganizowały połączenie interREGIObus z dworcami kolejowymi w Puławach i Nałęczowie.
Dawniej w kamieniołomie istniała kolejka przemysłowa (wąskotorowa) do przewozu urobku na barki, zlikwidowana wraz z kamieniołomem w latach osiemdziesiątych XX wieku.

### Transport rzeczny

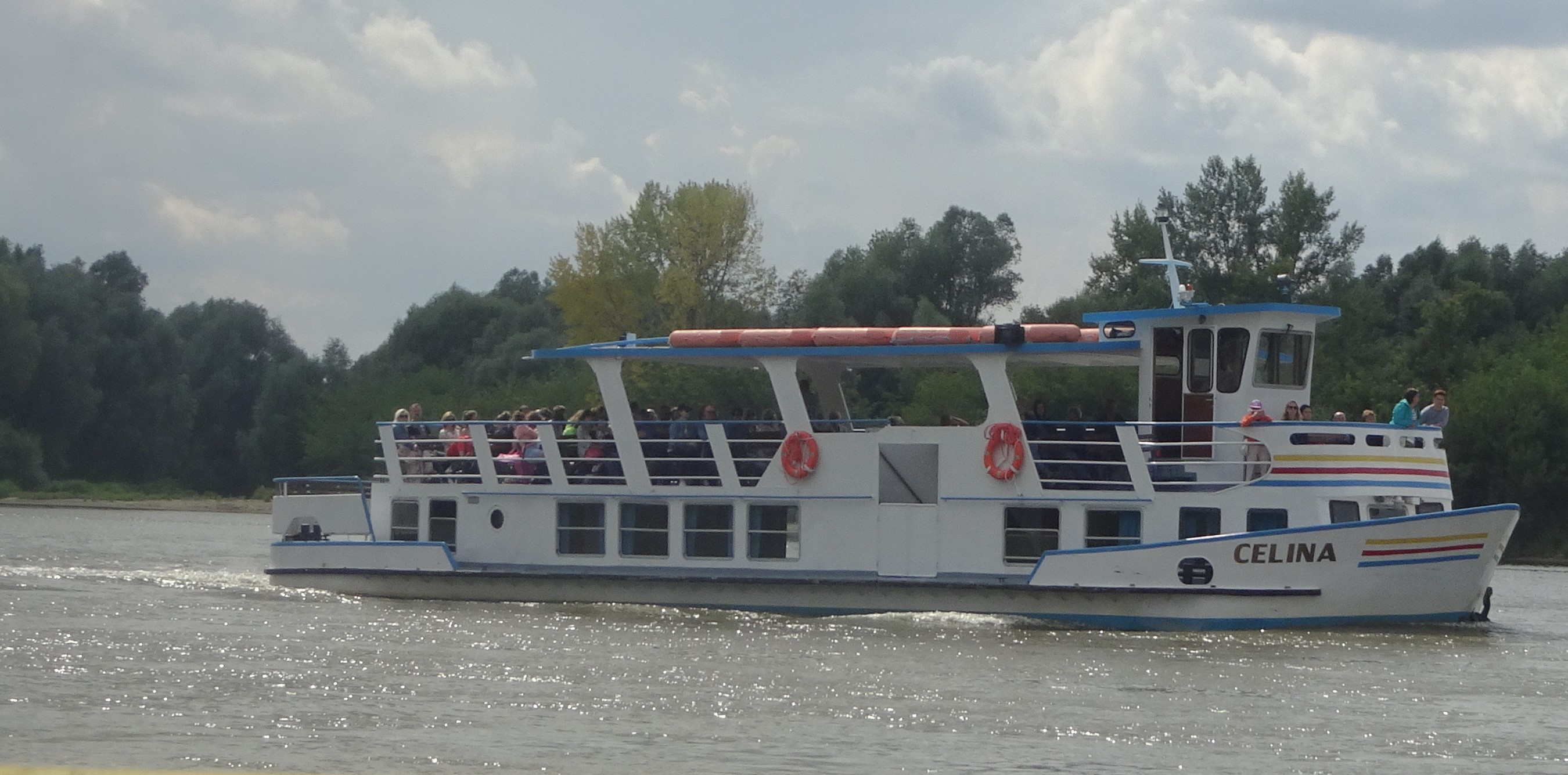
statek na Wiśle

W mieście znajdują się przystań i port jachtowy oraz WOPR.